# Церква Миколи Козацького (Путивль)
Церква Миколи Козацького (Микола Кам'яний, Церква Миколи Чудотворця або Микола Великоріцький) — мурований храм у Путивлі закладений 1735 року та освячений 1737. Знаходиться неподалік Спасо-Преображенського собору.

## Опис
Для цього храму є характерним сполучення традицій української та російської архітектури. У плані це українська тридільна церква до якої пізніше, у 1770 році, прибудували четвертий об'єм — п'ятиярусу дзвіницю. А просторове вирішення споруди — типово російське: це двоярусна церква, у нижньому ярусі якої розміщений зимовий теплий храм в ім'я Миколи, а у верхньому — літній холодний в ім'я Введення в храм Богородиці.

## Історія
Церкву збудовано в 1735–1737 роках коштом міщан, яких тут називали козаками. У 1770 році церкву капітально відремонтували, прибудувавши із заходу п'ятиярусну дзвіницю, після чого заново освятили. Її знову ремонтували в 1838 році, реставрували в 1959 й силами Сумської майстерні в 1966–1967 та 1983–1991 роках. Наприкінці радянської доби в пам'ятці планували розмістити музей «Слова о полку Ігоревім». На початку 1990-х років храм повернули релігійній громаді.